# レイブル (紋章学)

レイブル
Argent, a lable of five points gules (in chief)

レイブル（英: Label、仏: Lambel）は、紋章学における、鞍から馬の胸の前を横切る垂れのある飾り紐に非常によく似たチャージである。レイブルは同じ家系の個人や分家を識別するために行われるディファレンシングに用いられた最も古いしるしであるが、時折そのような意味を持たない通常のチャージとして用いられることがある。

## 解説

モントワール＝シュル＝ル＝ロワールの紋章。レイブルの垂れ（ポイント）が6つある。

チャールズ3世の紋章

レイブルの形状は大きくわけて2種類ある。横帯がシールドまたはフィールドの左右の端までわたっているものと、横帯が左右端に達せずに下方に折れ曲がって垂れになっているものである。垂れにも2種類あり、まっすぐなものと、末広がりになっているものがある。これらの組み合わせで4種類の形状が考えられるが、いずれの形状の場合も紋章記述上の違いはなく、すべてレイブルと記述され、垂れの数だけ厳密に定められる。したがって、図に表したときのレイブルの形状が異なることをもって異なる紋章であると認識されることはなく、そう主張することもできない。
後述のディファレンシングやケイデンシーに用いられるレイブルの垂れは3つ以上の奇数であるが、それ以外の通常のチャージとして用いる場合は厳密な決まりはなく、偶数の垂れを持つレイブルも比較的よく見かけられる。
レイブルを持つ紋章でもっとも有名なのがイギリス王室の王族たちのものである。彼らの紋章にあるレイブルは「ホワイト・レイブル」と呼ばれ、イギリス王室の一員の代名詞ともなっている。

### ケイデンシー・マーク
ケイデンシー・マークは、イギリスの紋章学において、家系の様々な分家や長男以外の男子を示すのに用いられる小さなチャージである。王家の王子たちのより年長の男子を示すためにレイブルが用いられ、後にイギリスの貴族を中心にあらゆる家の紋章で用いられるようになった。
長男は、彼の父が存命の間、その家系の紋章にレイブルを追加した紋章を持つ。次男はクレセント（crescent、三日月）、三男はマレット（mullet、星）、四男はマートレット（martlet、脚のない鳥）、五男はアニューレット（annulet、円環）であり、以下、六男フルール・ド・リス（fleur-de-lis、ユリ）、七男ローズ（rose、バラ）、八男クロス・モーリン（cross moline、先端が錨型に割れた十字）、九男ダブル・クォーターフォイル（double quatrefoil、八枚葉）と続く。

### ポイント
レイブルの垂れをポイント（英）またはペンダント（仏）と呼ぶ。その数が必ずしも何かを意味するというわけではなかったが、3つの垂れを持つレイブルがついた紋章を持つ者は、その父の存命の間、筆頭相続人と考えられるのが一般的であった。また、祖父が存命の場合は、父が3つの垂れを持つレイブルを持っているため、家長の孫にあたる最年長の男子の紋章には5つの垂れを持つレイブルが加えられる。さらに、曽祖父が存命の場合は同様に7つの垂れを持つレイブルが加えられた。
ただし、現在のイギリス王室はこの慣例には従っておらず、女王エリザベス2世の長男であるチャールズ3世以外の男子にも3つの垂れを持つホワイト・レイブルがある。アン王女をはじめとする女子の紋章にでさえレイブルが描かれているため、レイブルが一般的な用法におけるケイデンシー・マークとして用いられていないと見るべきである。さらには、チャールズの息子であるウィリアムの紋章にあるレイブルも3つの垂れを持っているが、その弟ヘンリーの紋章にあるレイブルの垂れは5つになっており、3つ垂れのレイブルを王室全員で使っているわけではないこともわかる。したがって、イギリス王室のレイブルが通常のチャージとして扱われているわけではなく、ケイデンシー・マークでないということもない。また、イギリス王室では、レイブルの垂れのうちのいずれかに小さなチャージを加え、それによってディファレンシングを行っている。そのチャージもイギリス紋章学におけるケイデンシー・マークとはいずれも一致せず、独特のルールを持っている。詳細はイギリス王室のケイデンシーを参照。